# Habiba Touré
Habiba Touré est une avocate et femme politique franco-ivoirienne. Elle est l'avocate puis la cheffe de cabinet et porte-parole de Laurent Gbagbo. Elle est membre du Parti des peuples africains – Côte d'Ivoire (PPA-CI) créé par Laurent Gbagbo, dont elle est porte-parole adjointe. Elle a été l’avocate de Michel Gbagbo et de Simone Gbagbo.

## Biographie
Habiba Touré est née le 27 janvier 1982 en France d'un père ivoirien. Elle est franco-ivoirienne.
Avocate de renom et femme politique, elle est reconnue pour son engagement en faveur des droits fondamentaux. Elle s’est distinguée en défendant l’ancien président ivoirien  Laurent Gbagbo, tout en assumant les fonctions de cheffe de cabinet et porte-parole.
Membre influente du Parti des Peuples Africains – Côte d’Ivoire (PPA-CI), fondé par Laurent Gbagbo, Habiba Touré est l'une des principales voix du mouvement. En tant que porte-parole officielle, elle joue un rôle central dans la communication et la défense des positions politiques du parti, tant sur la scène nationale qu’internationale.
Le 25 avril 2023, elle a été nommée présidente de SAFE (Sentinelle Anti-Fraude Électorale), une initiative clé du PPA-CI dédiée à la transparence et à la surveillance des processus électoraux. Cette nomination reflète sa volonté de renforcer la confiance des citoyens dans les institutions démocratiques ivoiriennes et de lutter contre la fraude électorale.
Habiba Touré est une figure politique majeure, qui conjugue brillamment sa carrière juridique à ses engagements politiques. Elle incarne le leadership féminin en Afrique et milite pour une Côte d’Ivoire pacifique, démocratique et équitable. Par son expertise et ses responsabilités, elle demeure une actrice incontournable des débats politiques et juridiques en Côte d’Ivoire.
Avocate au barreau de la Seine-Saint-Denis (France), elle est également docteure en droit. Fille d’avocat, elle a cofondé un cabinet spécialisé dans le droit pénal, le droit des affaires, le droit de la famille et le droit immobilier.
Habiba Touré s'est distinguée en assistant Laurent Gbagbo dès sa capture en avril 2011. Elle a également joué un rôle clé dans la médiatisation de sa défense, contestant les charges portées contre lui dans le cadre de la crise de 2010-2011 et dénonçant ce qu’elle considérait comme des injustices ou des irrégularités dans les procédures. Ces efforts ont conduit à l’acquittement de Laurent Gbagbo par la Cour pénale internationale. Elle a également œuvré pour l'obtention de son passeport, facilitant ainsi son retour en Côte d'Ivoire malgré les retards des autorités.
En parallèle, Habiba Touré a participé à d'autres affaires liées au droit pénal international, notamment en tant qu’avocate des victimes des exactions commises à Duékoué, dans l’ouest de la Côte d’Ivoire,..
Le 25 avril 2023, elle a pris la tête de SAFE (Sentinelle Anti-Fraude Électorale), un organe du PPA-CI,.